# Barkeryds landskommun
Barkeryds landskommun var en tidigare kommun i Jönköpings län.

## Administrativ historik
När 1862 års kommunalförordningar trädde i kraft den 1 januari 1863 inrättades i Sverige cirka 2 400 landskommuner samt 89 städer och ett mindre antal köpingar. Då inrättades i Barkeryds socken i Tveta härad i Småland denna kommun. 
Vid den riksomfattande kommunreformen 1952, då antalet kommuner minskade från 2 498 till 1037, uppgick denna landskommun i den nybildade storkommunen Forserums landskommun som senare 1971 uppgick i Nässjö kommun.

## Politik

### Mandatfördelning i Barkeryds landskommun 1938-1946
| 7 | 5 | 4 | 4 |

| 20 |

| 6 | 6 | 4 | 4 |

| 20 |

| 6 | 7 | 6 | 1 |

| 20 |